# Zsolnay Porzellanmanufaktur

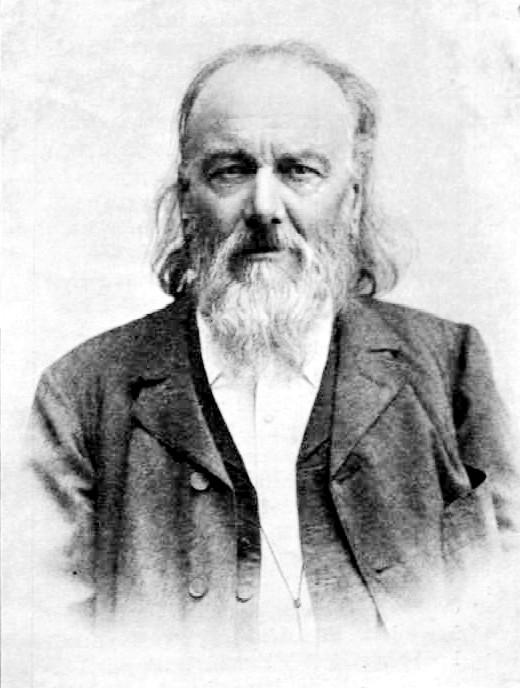
Der Gründer Vilmos Zsolnay, 1900

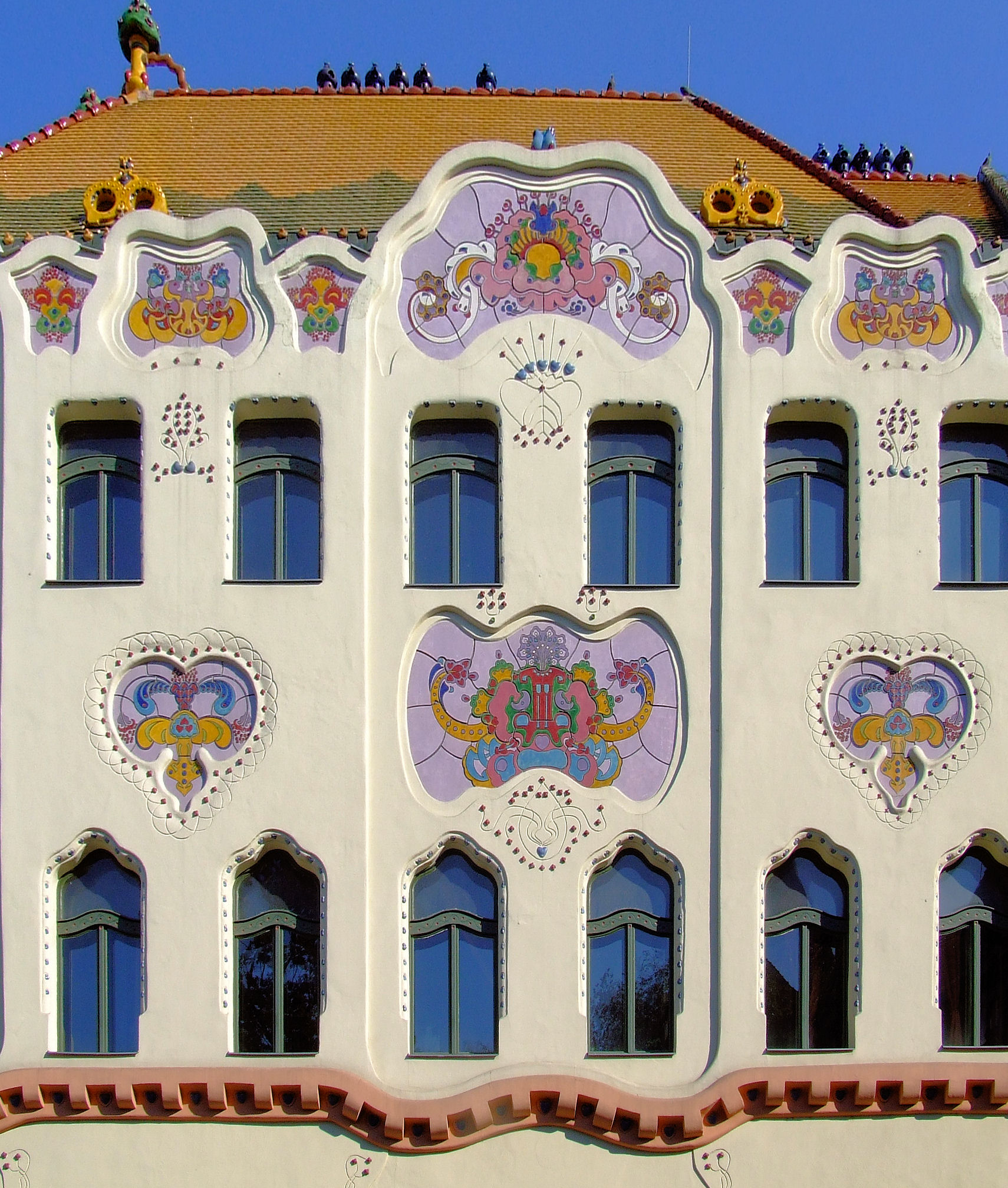
Zsolnay-Baukeramik am Cifra-Palais in Kecskemét

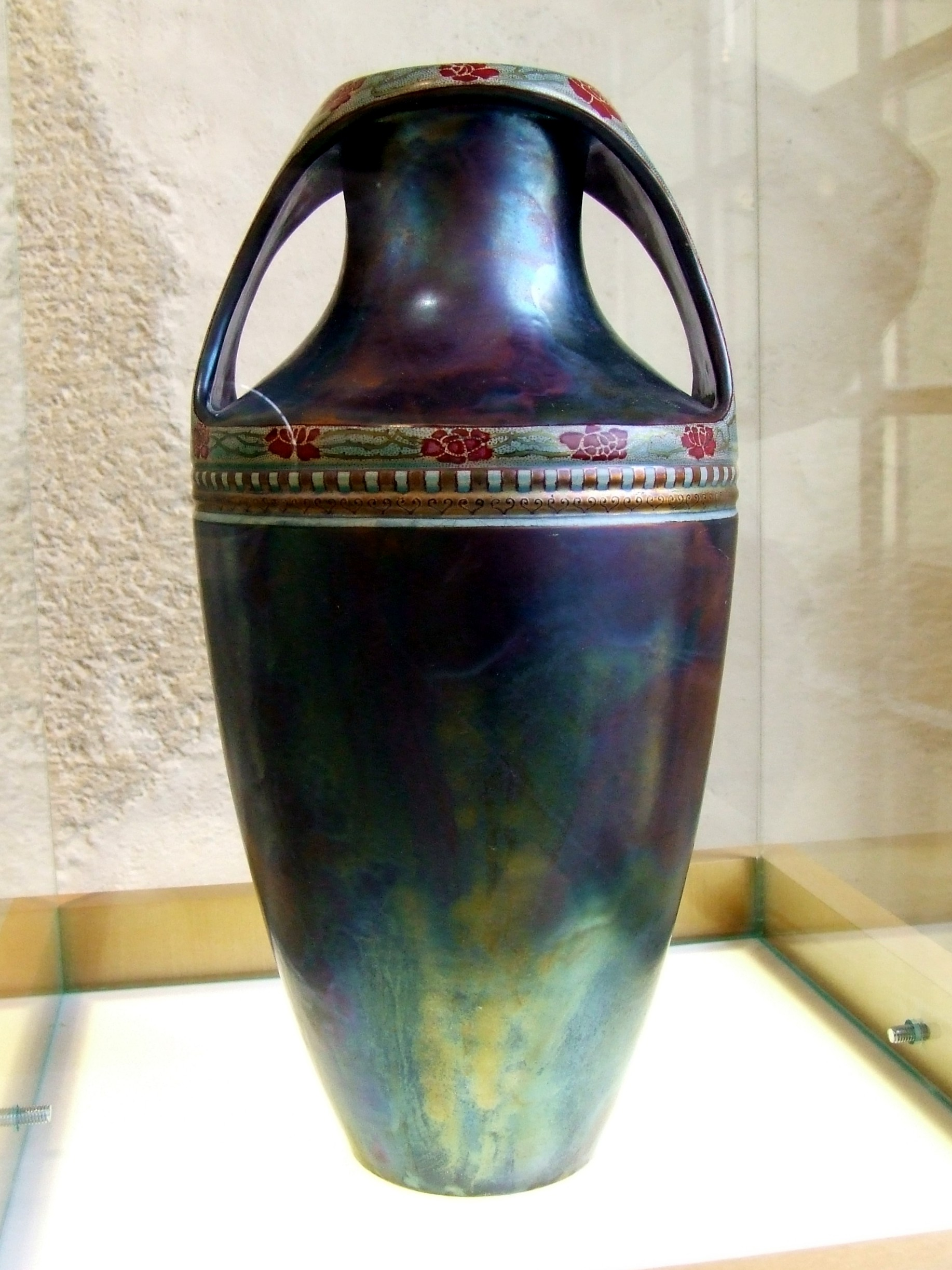
Zsolnay-Jugendstilvase, um 1900, Zsolnay-Museum

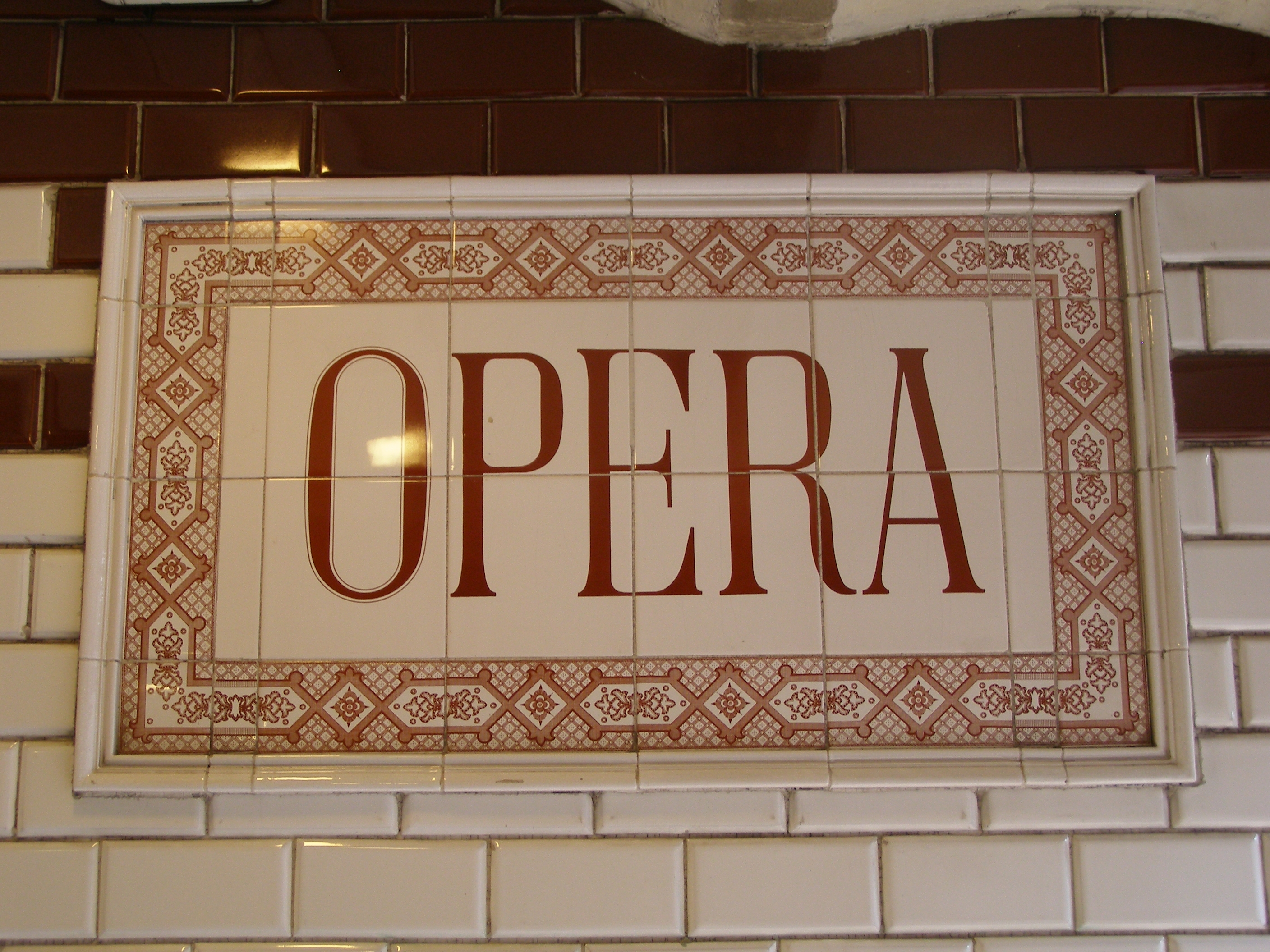
Stationsschild der ersten Budapester Metró-Linie von 1896

Die Zsolnay Porzellanmanufaktur AG ist ein Porzellan- und Majolika-Hersteller in Ungarn. Seit Mitte des 19. Jahrhunderts ist die Porzellanfabrik Zsolnay ein Symbol der Stadt Pécs und Ungarns. Die ästhetische Qualität ihrer Produkte beruht auf den individuell entwickelten Technologien, die in der Produktion benutzt werden. Namhafte Künstler, wie József Rippl-Rónai, Ferenc Martyn, Victor Vasarely oder Ödön Lechner haben zum Erfolg der Fabrik beigetragen.

## Geschichte
1852 erwarb Miklós Zsolnay eine am Rande von Pécs gelegene Keramikfabrik. Zu dieser Zeit wurden Tontöpfe, keramische Produkte für Gebäude und Wasserleitungsrohre hergestellt. 1854 übernahm sein Sohn Ignác Zsolnay und schließlich im Jahre 1865 dessen Bruder Vilmos Zsolnay (1828–1900) das Werk. Damit begann die Entwicklung der Firma zur Porzellanmanufaktur.
Nach dem Tode Vilmos Zsolnays übernahm Miklós Zsolnay d. J. im März 1900 die Leitung der Manufaktur. Unter seiner Leitung gewann die Industrieproduktion die Oberhand.
In den Jahren des Ersten Weltkrieges kam die Fertigung von Kunst- und Baukeramik nahezu zum Erliegen, dafür wurde Industrieporzellan, vor allem elektrische Isolierkörper, zu Kriegszwecken produziert. Von der allgemeinen Krise der Nachkriegszeit, der Verarmung und dem Verlust der Werkstoffquellen infolge der neuen politischen und Zollgrenzen war auch die Zsolnay-Fabrik betroffen.
Nach dem Tode von Miklós Zsolnay im Jahre 1922 übernahmen seine Erben, die schon zuvor Posten in der Fabrik bekleidet hatten, die Leitung des Betriebs. Die allmähliche Entfaltung nach dem Ersten Weltkrieg begann mit einer Umstrukturierung der Firma, mit dem planmäßigen Ausbau der Elektrifizierung und der Einstellung der Produktion der Porzellanfayence bzw. mit der Einführung der Porzellanproduktion. Weil das Fortbestehen nur durch eine Umstellung auf das Porzellan gesichert werden konnte, begann neben der Fertigung von Isolierkörpern auch die von Tafelporzellan. In den Jahren der Weltwirtschaftskrise von 1929 bis 1933 entging die Firma nur knapp der Insolvenz. Es mussten zahlreiche Arbeiter entlassen werden und die Fertigung wurde auf drei Tage je Woche zurückgefahren. Ende der 1930er Jahre wurde die Firma sowohl im Inland als auch auf dem Weltmarkt wieder wettbewerbsfähig. Während des Zweiten Weltkrieges kam die Produktion erneut zum Erliegen. Durch Schwierigkeiten bei der Wiederaufnahme der Fertigung nach dem Ende des Krieges ging die Firma 1948 in Staatseigentum über, es wurde erneut Industrieporzellan hergestellt.
Ab 1953 begann die Fertigung von Gebrauchsgegenständen und Kunstporzellan. 1955 lief die Produktion von Kacheln und Baukeramik wieder an. 1963 verlor die Fabrik ihre Selbständigkeit, sie wurde als Pécser Porzellanfabrik dem Landesunternehmen für Feinkeramikindustrie unterstellt. Aufgrund einer Vereinbarung mit Margit Mattyasovszky-Zsolnay benutzte die Fabrik ab 1974 wieder den Namen und das Markenzeichen Zsolnay. 1982 wurde die Firma wieder selbständig und 1991 in eine Aktiengesellschaft umgewandelt.
1995 wurde die Fabrik erneut privatisiert, Haupteigentümer wurde die Ungarische Investment- und Entwicklungsbank. Ende 1999 wurde das Unternehmen in drei selbständige Firmen aufgespalten. Zum einen ist dies die Zsolnay Porzellanfabrik AG für Industrieporzellan, deren Aufgabenbereich in der Werkstoff- und Energieversorgung sowie der Vermietung von nicht denkmalgeschützten Immobilien besteht. Aus der Zusammenführung des Pyrogranitbereiches und des Produktionsbereiches für Geschirr- und Ziergegenstände ging die Zsolnay Porzellanmanufaktur AG hervor. Die dritte Firma, die Zsolnay Örökség Kht. (Zsolnay-Nachlassverwaltung Gemeinnützige Gesellschaft) nimmt die Verwaltung bzw. Renovierung der sich auf dem Fabrikgelände befindlichen Denkmäler und denkmalgeschützten Bauwerke wahr. Alle drei Gesellschaften arbeiten am Standort der früheren Zsolnay Porzellanfabrik AG; Eigentümer der Gesellschaften ist die staatliche Treuhandanstalt.

## Besonderheiten
Ihre Beliebtheit erreichten die Ziergefäße der Zsolnay-Keramikfabrik aufgrund ihrer künstlerischen Ausführung und der speziellen Techniken. Die Keramiken werden mit einer besonderen Glasur überzogen, die nach dem griechischen Wort für Morgenröte „Eosin“ benannt ist. Die technischen Neuerungen der Manufaktur sind auf den Gründer der Zsolnay-Manufaktur, Miklós Zsolnay, zurückzuführen. Bekannte Beispiele dafür sind die auf der Pariser Weltausstellung mit der Goldmedaille ausgezeichnete Porzellanfayence, der öffentliche und private Gebäude zierende Pyrogranit und die Eosin-Glasur.

## Museum
Die Keramiksammlung des Museums, welche in der Káptalan utca 2 besichtigt werden kann, baut auf der Ausstellung zum 100. Geburtstag der Zsolnay Fabrik auf. Die Ausstellung wurde von Vilmos Zsolnays Tochter Teréz und seiner Enkelin Margit Matyasovszky-Zsolnay veranstaltet und eingerichtet. Das Museum zählt insgesamt sechs Räume, in denen die architektonische Keramik, die Hochflammen Emailtechnik, die Eosin-Glasur, beziehungsweise in dem großen Raum die von Vilmos Zsolnay in Persien und Ägypten gesammelten Keramiken ausgestellt werden. Die Ausstellungsstücke im Museum sind in chronologischer Reihenfolge dargestellt und zeigen somit den Wandel der Produktion der Firmenproduktion durch eben diese historischen Belegstücke.